# Ян Гус (фильм)
«Ян Гус» (чеш. Jan Hus) в советском прокате — «Война за веру: Магистр» — чехословацкий художественный фильм, снятый кинорежиссёром Отакаром Ваврой в 1954 году на киностудии «Баррандов» по мотивам произведений писателя Алоиса Йирасека.
Первая часть гуситской трилогии О. Вавры, названной «Война за веру» («Ян Жижка» (1955) и «Против всех» (1957).
Премьера фильма состоялась в 1955 году.

## Сюжет
В фильме показаны события 1412—1415 годов. Растущее богатство католической церкви, которая обирает простых людей, порождает растущее негодование чехов. Король, не желая ссориться с Римом, изо всех сил старается не допустить возмущения в народе.
Чешский священник Ян Гус выступает с публичной критикой иерархов церкви, осуждая их, в том числе и за продажу индульгенций. Его выступления в Пражской Вифлеемской часовне привлекают толпы бедных, страдающих от угнетения со стороны богатых горожан и духовенства жителей столицы. Проповеди магистра Яна Гуса против алчности церкви и в защиту чешского народа от засилья немцев находят всё более широкий отклик, что угрожает вызвать в стране бунт…На улицах Праги начинаются беспорядки. Церковь, чувствуя опасность, решает уничтожить опасную ересь.

## В главных ролях
- Зденек Штепанек — Ян Гус
- Карел Хёгер — король Вацлав IV
- Франтишек Смолик — папский легат епископ Лоди
- Ян Пивец — император Священной Римской империи Сигизмунд
- Ладислав Пешек — Мизерер, королевский шут
- Отомар Крейча — мастер Штепан Палеч
- Богуслав Загорский  — Stumpfnágel, alderman
- Власта Матулова — королева София Баварская
- Густав Хилмар — Ян из Хлума
- Витезслав Вейражка — Вацлав из Дубы
- Эдуард Когоут — Лефл Лазанский
- Мария Брожова — Мать Сташека
- Ладислав Богач — Иаков из Стршибра
- Бедржих Карен — Кардинал Пьер д’Алли
- Владимир Ржепа — пастор Ян
- Франтишек Кройцман —  Тием, папистский эмиссар
- Мария Томашова — горничная
- Вацлав Воска — Ченек из Вартенберка
- Вилем Бессер — плотник
- Владимир Лераус — бургграф Праги
- Рудольф Грушинский — сын бургграфа
- Йозеф Кемр — студент Йешек
- Йозеф Микс — Мартин
- Милош Копецкий
- Иржи Стеймар
- Вацлав Выдра

и другие.